# Dreisbach (Westerwald)
Dreisbach település Németországban, Rajna-vidék-Pfalz tartományban. Lakosainak száma 578 fő (2023. december 31.).

## Népesség
A település népességének változása:
| Lakosok száma | 416  | 589  | 600  | 576  | 541  | 573  | 578  |
|               | 1975 | 2014 | 2017 | 2019 | 2021 | 2022 | 2023 |